# Kai Böcking

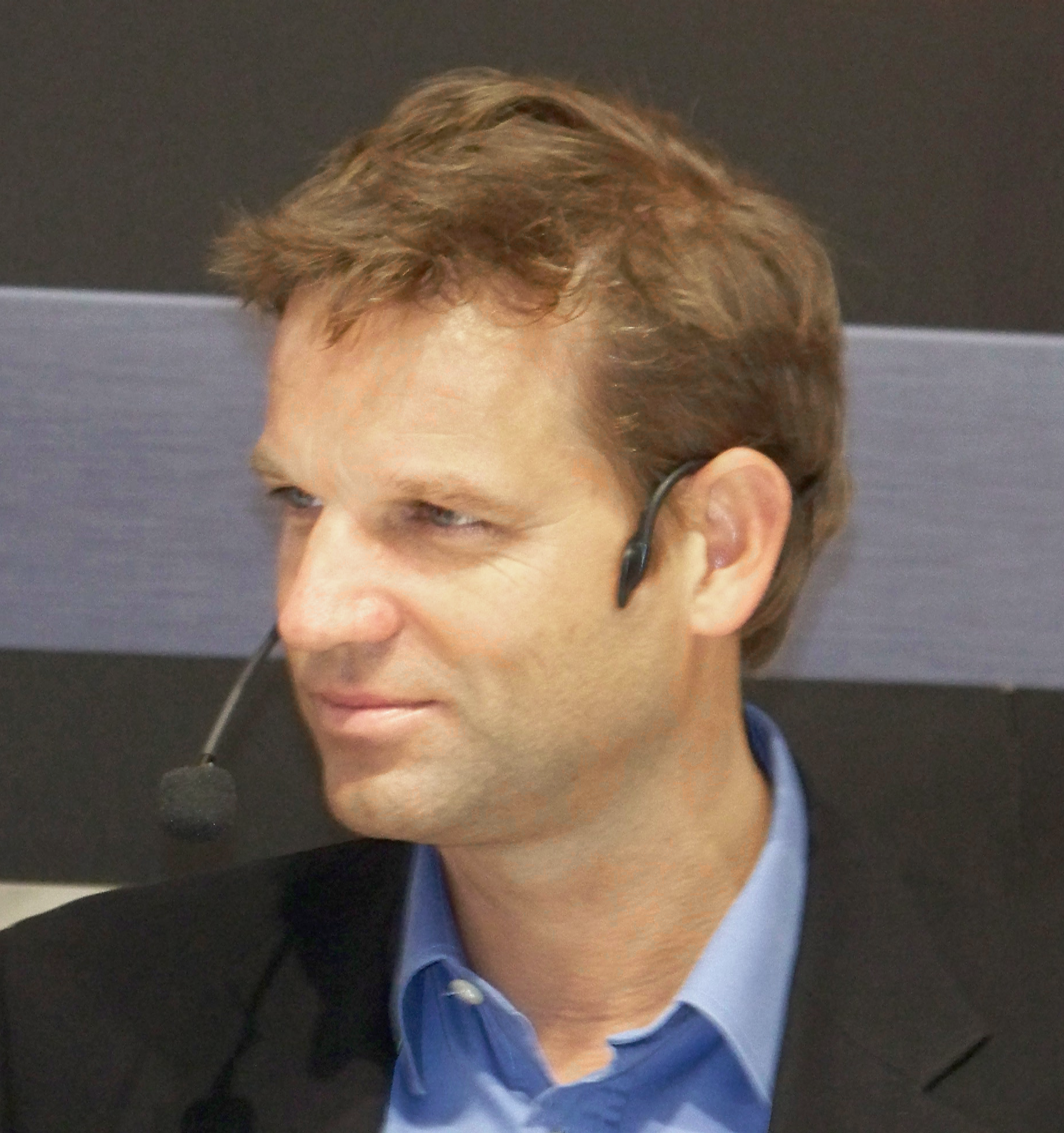
Kai Böcking (2008)

Kai Böcking (* 3. August 1964 in Neuss) ist ein deutscher Moderator, Produzent, Regisseur und Herausgeber. Einem größeren Publikum wurde er durch die Moderation der Musiksendung Formel Eins bekannt.

## Leben
Bereits vor seinem Abitur im Jahr 1983 arbeitete Kai Böcking als freier Mitarbeiter für verschiedene Zeitungen. Ab 1986 studierte er Zeitungswissenschaften und Politik in München und arbeitete nebenbei als Redakteur und Moderator bei verschiedenen Radio-Prime-Time-Sendungen.
1988 übernahm er für drei Jahre die Moderation der Musiksendung Formel Eins im Ersten und war bei tv.gusto als Moderator der Sendung Deutschland kocht! zu sehen.
Am 1. Dezember 2004 moderierte Böcking mit Caroline Beil die Sendung Die besten Filme aller Zeiten – Die Show auf Kabel 1. Nach langer Zeit ausschließlicher Tätigkeit für das Fernsehen moderierte Böcking 2008 wieder eine regelmäßige Radiosendung (Die 80er-Show) bei dem privaten Sender Radio Regenbogen mit Sitz in Mannheim.
Seit über zehn Jahren ist Kai Böcking außerdem für das Magazin Abenteuer Leben bei Kabel Eins als Reise-Reporter in fast 30 Ländern unterwegs gewesen. Mit jährlich über 200 Tagen fernab seiner Heimat führten ihn seine Reisen dabei über alle Kontinente. Seine Erfahrungen, Eindrücke und Erlebnisse schildert er in der Rubrik "Kai reist" auf verschiedenen Medien, unter anderem auch auf dem Blog "Bleisure Traveller" (Bleisure: Wortkombination aus "Leisure" und "Business"), den er als Herausgeber und Co-Gründer mitbetreut.

## Fernsehshows
- 1988–1990: Formel Eins (Das Erste)
- 1989–1992 RIAS-TV
- 1991–1992: Kai Life (WDR Fernsehen)
- 1993: Heiter bis ulkig (Dritte Programme)
- 1994: Dollar (WDR, HR, MDR)
- 1995: Die Ersten (Das Erste)
- 1995: Holidate (ZDF)
- 1996: Fernsehgarten (ZDF, Komoderator)
- 1996–1999: Jetzt kannst Du was erleben (ZDF)
- 1998–2002: Risiko! (ZDF)
- 2000: RSH-Gold (ZDF)
- 2002: Auge um Auge (ZDF)
- 2003: Die deutsche Stimme 2003 (ZDF)
- 2003–2004: NRW Champion (WDR Fernsehen)[6]
- 2004–2005: Best of Formel Eins (Kabel eins)
- 2005–2009: TV total Turmspringen (Pro Sieben, Teilnehmer)
- 2007: Kochstars – Die Herausforderer (tv.gusto)
- 2008: Deutschland kocht! (tv.gusto)
- 2013: Rrumms – die Experimente-Show (Kabel eins)[7]
- 2013: Abenteuer Leben, Reporter (Kabel 1)
- 2018: Abenteuer Leben am Sonntag (Kabel 1)